# Liste der Streitkräfte

Weltkarte, eingefärbt nach Zahl der aktiven Soldaten (Stand 2015)

Weltkarte nach absoluten Militärausgaben in US-Dollar (Stand 2024)

Weltkarte, eingefärbt nach Militärausgaben in Prozent des BIP (Stand 2012)

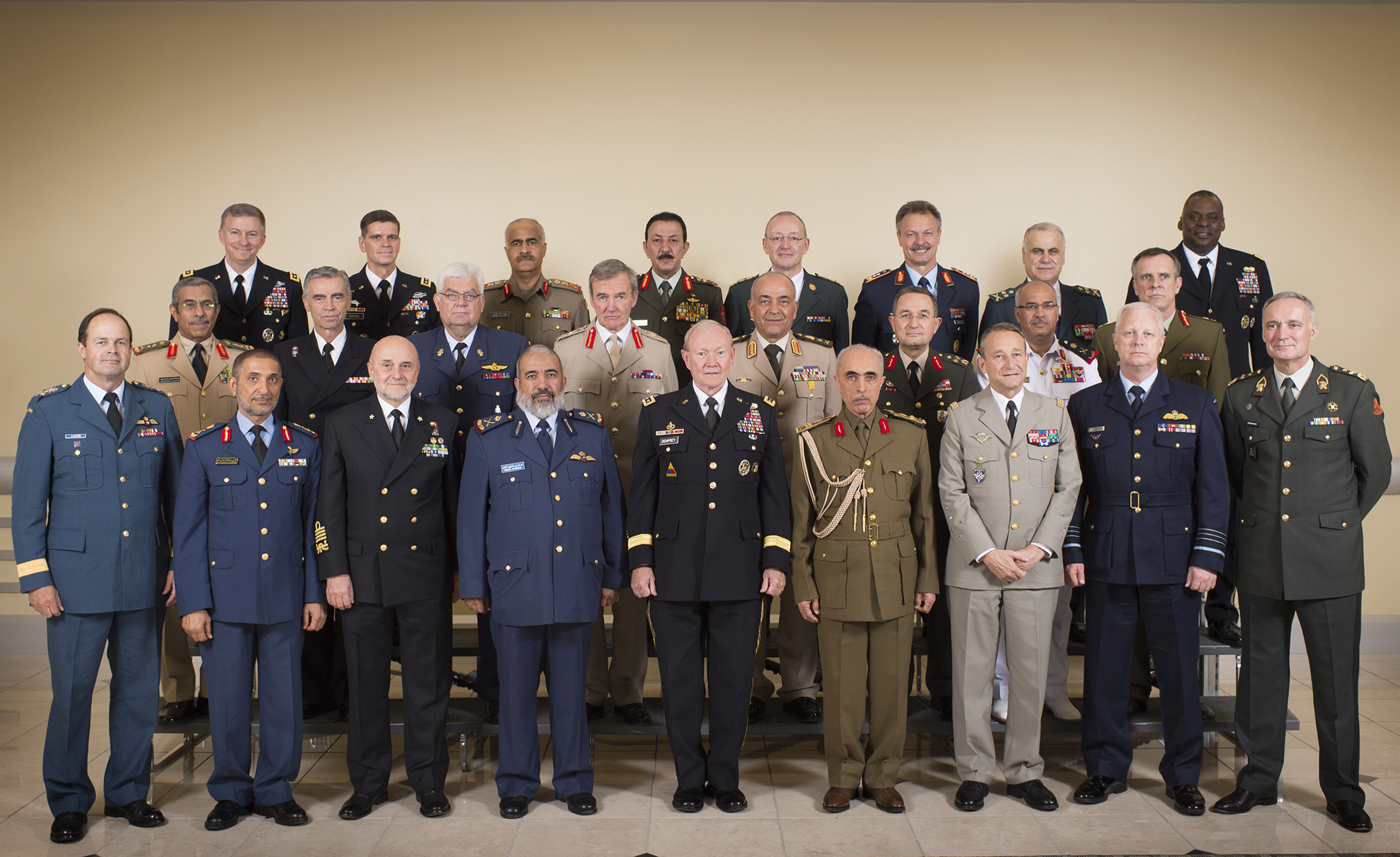
25 Militärführer aus 21 Nationen im Oktober 2014

Die Liste der Streitkräfte beinhaltet die Streitkräfte der Staaten sowie deren Mannstärken und Militärbudgets auf möglichst aktuellem Stand. Darüber hinaus werden Informationen wie der Status als Nuklearmacht, Besonderheiten wie ein Milizsystem und die Mitgliedschaft in Militärbündnissen dargestellt. Die angegebenen Stärken bezeichnen die Friedensstärke (ohne Reserven bzw. paramilitärische Einheiten).

## Allgemeines zum Gebrauch der Liste
- In der Grundsortierung sind die Länder nach ihrer Lage auf den Kontinenten gruppiert und alphabetisch aufsteigend aufgeführt.
- Diese Liste soll durch die Angabe der Truppenstärke sowie des Militäretats einen raschen Überblick bieten und grobe Vergleiche ermöglichen. Sie soll vor allem eine gebündelte Linksammlung zu allen in der Wikipedia existierenden Artikeln über Streitkräfte sein.
- Viele Länder der Welt halten exakte Angaben über ihre Truppenstärken geheim, so basiert beispielsweise die Stärkeangabe für China auf amerikanischen Geheimdienstschätzungen. Andere Länder veröffentlichen die exakten Zahlen ihrer Streitkräfte (wie Großbritannien oder Deutschland).
- Die Höhe des Verteidigungshaushalts ist als Richtwert zu verstehen, da ihm häufig Gelder aus anderen Ressorts (zum Teil indirekt) zufließen. Insbesondere kleine Staaten mit schwacher Volkswirtschaft werden häufig von größeren Ländern mit Militärhilfen unterstützt.
- Die Truppenstärke hat nur eine geringe Aussagekraft bezüglich der tatsächlichen Stärke von Streitkräften. Entscheidende Faktoren wie die Fähigkeit zur Aufklärung, zur vernetzten Operationsführung und zu hohem Operationstempo auf dem Gefechtsfeld sind nicht in diesen Zahlen enthalten. Auch die Etats können nur einen Hinweis auf die Leistungsfähigkeit der Streitkräfte liefern. Hierzu müssen sie in Relation zur Truppenstärke gesetzt und vor dem Hintergrund betrachtet werden, dass aus unterschiedlichen Wehrformen (Berufsarmee – Wehrpflichtarmee) oder rüstungstechnischen Besonderheiten (Nuklearmacht, Anteil der See- oder Luftstreitkräfte, Rüstungsindustrie) ein völlig unterschiedlicher Finanzbedarf resultiert.
- Länder, die nicht in dieser Liste zu finden sind, unterhalten keine Streitkräfte bzw. keine als Streitkräfte zu bezeichnende Einheiten. Insbesondere bei sehr kleinen und Inselstaaten sind die Übergänge zwischen Militär und Polizei oft fließend; in solchen Fällen ist als Vermerk Polizeicharakter angegeben bzw. das Land findet sich in der Liste von Staaten ohne Militär.

## Liste
Streitkräfte: Sortiert nach dem Namen in Landessprache, deutsche Übersetzungen hintennach
Soldaten: Aktivstand im Frieden ohne Reserven und/oder Paramilitär; Ausnahmen bei momentan mobilgemachten Streitkräften sind vermerkt
Militärbudget: absolut in US-Dollar und folgende Spalte in Prozent des Bruttonationaleinkommens (Stand 2024 oder letzter angebender Zeitpunkt)
| Staat                         | Kontinent  | Streitkräfte | Soldaten (2025) | Militärbudget (2024) | Militärbudget (2024) | Militärbündnis | Bemerkungen |
| Staat                         | Kontinent  | Streitkräfte | Soldaten (2025) | US-$                 | % des BNE            | Militärbündnis | Bemerkungen |
| ----------------------------- | ---------- | --- | --------------- | -------------------- | -------------------- | -------------- | --- |
| NATO                          |            | Die Streitkräfte der 32 Mitgliedstaaten                                                                               | 3.439.197       | 1.474.399.000.000    | 2,71 %               |                | |
| Ägypten                       | Afrika     | القوات المسلحة المصرية al-quwwāt al-Musallaḥa al-Miṣriyya                                                             | 440.000         | 2.396.210.000        | 0,7 %                |                | |
| Algerien                      | Afrika     | Armée nationale populaire                                                                                             | 325.000         | 21.811.240.000       | 8,0 %                |                | |
| Angola                        | Afrika     | Forças Armadas Angolanas                                                                                              | 107.000         | 922.050.000          | 1,0 %                |                | |
| Äquatorialguinea              | Afrika     | Fuerzas Armadas de Guinea Ecuatorial                                                                                  | 1.400           | 113.140.000          | 1,0 %                |                | |
| Äthiopien                     | Afrika     | Ethiopian National Defense Forces                                                                                     | 162.000         | 921.670.000          | 0,7 %                |                | |
| Benin                         | Afrika     | Forces armées béninoises                                                                                              | 4.750           | 154.110.000          | 0,7 %                |                | |
| Biafra                        | Afrika     | Biafran Armed Forces                                                                                                  | 30.000          |                      |                      |                | Aufgestellt 1967, aufgelöst 1970 |
| Botswana                      | Afrika     | Botswana Defence Force                                                                                                | 21.000          | 567.820.000          | 2,8 %                |                | |
| Burkina Faso                  | Afrika     | Forces armées nationales                                                                                              | 12.000          | 1.023.670.000        | 4,7 %                |                | |
| Burundi                       | Afrika     | Force de défense nationale                                                                                            | 25.000          | 171.830.000          | 3,8 %                |                | |
| Dschibuti                     | Afrika     | Forces armées djiboutiennes                                                                                           | 10.500          | 55.000.000           | 3,2 %                |                | |
| Elfenbeinküste                | Afrika     | Forces armées de Côte d’Ivoire                                                                                        | 22.000          | 658.350.000          | 0,8 %                |                | |
| Eritrea                       | Afrika     | Eritrean Defence Forces                                                                                               | 220.000         | 220.100.000          | 6,3 %                |                | mobilgemacht |
| Eswatini                      | Afrika     | Umbutfo Eswatini Defence Force                                                                                        | 3.100           | 79.660.000           | 1,4 %                |                | |
| Gabun                         | Afrika     | Forces armées gabonaises                                                                                              | 4.800           | 319.100.000          | 1,5 %                |                | |
| Gambia                        | Afrika     | Gambia Armed Forces                                                                                                   | 4.100           | 14.430.000           | 0,6 %                |                | |
| Ghana                         | Afrika     | Ghana Armed Forces | 15.500          | 268.740.000          | 0,4 %                |                | |
| Guinea                        | Afrika     | Forces armées guinéennes                                                                                              | 13.000          | 562.460.000          | 2,1 %                |                | |
| Guinea-Bissau                 | Afrika     | Forças Armadas Revolucionárias do Povo                                                                                | 4.400           | 25.290.000           | 1,2 %                |                | |
| Kamerun                       | Afrika     | Forces armées camerounaises                                                                                           | 40.000          | 534.850.000          | 1,0 %                |                | Zahl der Aktiven schließt ein Kontingent Gendarmerie ein |
| Kap Verde                     | Afrika     | Forças Armadas Cabo-verdianas                                                                                         | 1.100           | 16.830.000           | 0,6 %                |                | |
| Kenia                         | Afrika     | Kenya Defence Forces                                                                                                  | 50.000          | 1.231.310.000        | 1,0 %                |                | |
| Komoren                       | Afrika     | Armée nationale de développement                                                                                      | 800             | 25.000.000           | 2,8 %                |                | Polizeicharakter; Verteidigungsabkommen mit Frankreich |
| Republik Kongo                | Afrika     | Forces Armees Congolaises                                                                                             | 12.000          | 182.040.000          | 1,2 %                |                | |
| Demokratische Republik Kongo  | Afrika     | Forces Armées de la République Démocratique du Congo                                                                  | 166.580         | 899.190.000          | 1,2 %                |                | |
| Lesotho                       | Afrika     | Lesotho Defence Force                                                                                                 | 2000            | 36.300.000           | 1,6 %                |                | |
| Liberia                       | Afrika     | Armed Forces of Liberia                                                                                               | 1.500           | 33.830.000           | 0,7 %                |                | |
| Libyen                        | Afrika     | القوات المسلحة الليبية Al-Gouwata Al-mouslaha Al-Libi                                                                 | 32.000          | 1.573.680.000        | 5,3 %                |                | |
| Madagaskar                    | Afrika     | Forces armées de Madagascar / Tafika Malagasy                                                                         | 13.500          | 121.630.000          | 0,7 %                |                | |
| Malawi                        | Afrika     | Malawian Defence Force                                                                                                | 8.000           | 117.590.000          | 1,0 %                |                | |
| Mali                          | Afrika     | Forces Armées et de Sécurité du Mali                                                                                  | 40.000          | 929.280.000          | 4,2 %                |                | |
| Marokko                       | Afrika     | Forces armées royales                                                                                                 | 195.800         | 5.517.920.000        | 3,5 %                |                | |
| Mauretanien                   | Afrika     | الجيش الوطني الموريتاني                                                                                               | 31.540          | 260.060.000          | 2,2 %                |                | |
| Mosambik                      | Afrika     | Forças Armadas de Defesa de Moçambique                                                                                | 11.200          | 450.450.000          | 2,0 %                |                | |
| Namibia                       | Afrika     | Namibian Defence Force                                                                                                | 13.000          | 362.390.000          | 2,7 %                |                | |
| Niger                         | Afrika     | Forces Armées Nigériennes                                                                                             | 25.000          | 435.880.000          | 2,2 %                |                | |
| Nigeria                       | Afrika     | Nigerian Armed Forces                                                                                                 | 230.000         | 1.133.300.000        | 0,6 %                |                | |
| Ruanda                        | Afrika     | Ingabo z'u Rwanda / Forces rwandaises de défense / Rwanda Defence Force                                               | 32.500          | 175.920.000          | 1,2 %                |                | |
| Westsahara                    | Afrika     | Polisario | 167.000         |                      |                      |                | Die Demokratische Arabische Republik Sahara wird nicht von allen Staaten anerkannt.                                                                                |
| Sambia                        | Afrika     | Zambian Defence Force                                                                                                 | 17.000          | 349.670.000          | 1,3 %                |                | |
| São Tomé und Príncipe         | Afrika     | Forças Armadas de São Tomé e Príncipe                                                                                 | 2.000           | 400000               | 0,8 %                |                | |
| Senegal                       | Afrika     | Forces armées du Sénégal                                                                                              | 17.000          | 514.940.000          | 1,6 %                |                | |
| Seychellen                    | Afrika     | Seychelles People’s Defence Force                                                                                     | 500             | 26.860.000           | 1,2 %                |                | |
| Sierra Leone                  | Afrika     | Sierra Leone Armed Forces                                                                                             | 13.000          | 36.450.000           | 0,5 %                |                | |
| Simbabwe                      | Afrika     | Zimbabwe Defence Forces                                                                                               | 29.000          | 98.390.000           | 0,4 %                |                | |
| Somalia                       | Afrika     | Xoogga Dalka Soomaaliyeed                                                                                             | 15.000          | 201.850.000          | 1,6 %                |                | geplant |
| Somaliland                    | Afrika     | Ciidanka Qaranka | 28.000          | 6.000.000            | 0,9 %                |                | Somaliland ist international nicht anerkannt |
| Südafrika                     | Afrika     | South African National Defence Force                                                                                  | 71.235          | 2.835.960.000        | 0,7 %                |                | |
| Sudan                         | Afrika     | Sudan People’s Armed Forces                                                                                           | 92.000          | 375.210.000          | 0,9 %                |                | |
| Südsudan                      | Afrika     | Sudan People's Liberation Army                                                                                        | 185.000         | 1.076.166.000        | 6,3 %                |                | |
| Tansania                      | Afrika     | Jeshi la Ulinzi la Wananchi wa Tanzania                                                                               | 27.000          | 920.850.000          | 1,2 %                |                | |
| Togo                          | Afrika     | Forces armées togolaises                                                                                              | 9.100           | 195.350.000          | 2,0 %                |                | |
| Tschad                        | Afrika     | Armée Nationale Tchadienne                                                                                            | 33.250          | 557.710.000          | 3,0 %                |                | Französische Militärpräsenz |
| Tunesien                      | Afrika     | القوات المسلحة التونسية                                                                                               | 89.800          | 1.313.680.000        | 2,5 %                |                | |
| Uganda                        | Afrika     | Uganda People’s Defence Force                                                                                         | 45.000          | 1.116.760.000        | 1,9 %                |                | Zahl der Aktiven ist Mittelwert schwankender Angaben |
| Zentralafrikanische Republik  | Afrika     | Forces Armées Centrafricaines                                                                                         | 10.000          | 71.170.000           | 2,5 %                |                | |
| Antigua und Barbuda           | Amerika    | Antigua and Barbuda Defence Force                                                                                     | 200             |                      |                      |                | Polizeicharakter (untersteht dem Minister of National Security) |
| Argentinien                   | Amerika    | Fuerzas armadas de Argentina                                                                                          | 108.000         | 4.177.620.000        | 0,6 %                |                | |
| Bahamas                       | Amerika    | Royal Bahamas Defence Force                                                                                           | 1.300           | 47.300.000           | 0,5 %                |                | Polizeicharakter |
| Barbados                      | Amerika    | Barbados Defence Force                                                                                                | 550             | 24.600.000           | 0,8 %                |                | [ 6 ] |
| Belize                        | Amerika    | Belize Defence Force                                                                                                  | 1.650           | 30.140.000           | 0,9 %                |                | |
| Bolivien                      | Amerika    | Fuerzas Armadas de Bolivia                                                                                            | 40.000          | 655.130.000          | 1,4 %                |                | |
| Brasilien                     | Amerika    | Forças Armadas do Brasil                                                                                              | 360.000         | 20.947.720.000       | 1,0 %                |                | |
| Chile                         | Amerika    | Fuerzas Armadas de Chile                                                                                              | 80.000          | 5.105.440.000        | 1,6 %                |                | |
| Dominikanische Republik       | Amerika    | Fuerzas Armadas de la República Dominicana                                                                            | 50.000          | 980.990.000          | 0,8 %                |                | |
| Ecuador                       | Amerika    | Fuerzas Armadas del Ecuador                                                                                           | 41.250          | 2.698.000.000        | 2,2 %                |                | |
| El Salvador                   | Amerika    | Fuerza Armada de El Salvador                                                                                          | 25.000          | 425.200.000          | 1,2 %                |                | |
| Guatemala                     | Amerika    | Ejército de Guatemala                                                                                                 | 106.114         | 415.190.000          | 0,4 %                |                | |
| Guyana                        | Amerika    | Guyana Defence Force                                                                                                  | 3.000           | 201.840.000          | 0,9 %                |                | |
| Haiti                         | Amerika    | Force de Défense Haïtienne                                                                                            | 5.000           | 19.750.000           | 0,1 %                |                | 2011 neu aufgestellt (vorher seit 1996 demilitarisiert) |
| Honduras                      | Amerika    | Fuerzas Armadas de Honduras                                                                                           | 52.200          | 581.270.000          | 1,6 %                |                | |
| Jamaika                       | Amerika    | Jamaica Defence Force                                                                                                 | 3.500           | 262.510.000          | 1,3 %                |                | |
| Kanada                        | Amerika    | Canadian Forces | 68.000          | 29.346.904.940       | 1,3 %                | NATO           | |
| Kolumbien                     | Amerika    | Fuerzas Militares de Colombia                                                                                         | 293.200         | 15.096.260.000       | 3,4 %                |                | |
| Kuba                          | Amerika    | Fuerzas Armadas Revolucionarias                                                                                       | 45.500          | 120.000.000          | 2,9 %                |                | |
| Mexiko                        | Amerika    | Fuerzas armadas de México                                                                                             | 412.000         | 16.726.430.000       | 0,9 %                |                | |
| Nicaragua                     | Amerika    | Fuerzas Armadas de Nicaragua                                                                                          | 45.000          | 105.260.000          | 0,5 %                |                | |
| Panama                        | Amerika    | Streitkräfte Panamas                                                                                                  | 26.000          | 0                    | 0,0 %                |                | Spezialpolizei |
| Paraguay                      | Amerika    | Fuerzas Armadas de Paraguay                                                                                           | 15.650          | 413.970.000          | 1,0 %                |                | |
| Peru                          | Amerika    | Fuerzas armadas del Perú                                                                                              | 120.000         | 2.565.270.000        | 0,9 %                |                | |
| St. Kitts und Nevis           | Amerika    | Royal Saint Kitts and Nevis Defence Force                                                                             | 375             |                      |                      |                | Polizeicharakter (untersteht dem Minister of National Security) |
| Suriname                      | Amerika    | Nationaal Leger | 1.800           | 60.000.000           | 0,6 %                |                | |
| Trinidad und Tobago           | Amerika    | Trinidad and Tobago Defence Force                                                                                     | 4.000           | 234.540.000          | 0,9 %                |                | |
| Uruguay                       | Amerika    | Fuerzas Armadas del Uruguay                                                                                           | 25.000          | 1.736.760.000        | 2,3 %                |                | |
| Venezuela                     | Amerika    | Fuerza Armada Nacional Bolivariana                                                                                    | 109.000         | 763.620.000          | 0,5 %                |                | |
| Vereinigte Staaten            | Amerika    | United States Armed Forces                                                                                            | 1.328.000       | 967.707.000.000      | 3,4 %                | NATO           | Nuklearmacht |
| Abchasien                     | Asien      | Streitkräfte Abchasiens                                                                                               | 3.000           | 12.000.000           | 3,0 %                |                | Abchasien ist international nur von wenigen Staaten anerkannt. |
| Afghanistan                   | Asien      | Afghanische Nationalarmee                                                                                             | 80.000          | 278.250.000          | 1,8 %                |                | 2002 neu, Militär und Polizei |
| Armenien                      | Asien      | Streitkräfte Armeniens                                                                                                | 57.500          | 1.418.010.000        | 5,5 %                | OVKS           | |
| Arzach                        | Asien      | Streitkräfte der Republik Arzach                                                                                      | 20.000          |                      |                      |                | 2023 aufgelöst |
| Aserbaidschan                 | Asien      | Azərbaycan Silahlı Qüvvələri                                                                                          | 126.400         | 3.777.090.000        | 5,0 %                |                | |
| Bahrain                       | Asien      | Bahrain Defense Force                                                                                                 | 18.400          | 1.383.970.000        | 2,9 %                |                | |
| Bangladesch                   | Asien      | Bangladesh Armed Force                                                                                                | 163.000         | 4.034.560.000        | 0,9 %                |                | |
| Bhutan                        | Asien      | Streitkräfte Bhutans                                                                                                  | 7.500           | 19.125.000           | 1,0 %                |                | Verteidigungsbündnis mit Indien |
| Brunei                        | Asien      | Angkatan Bersenjata DiRaja Brunei                                                                                     | 6.800           | 558.610.000          | 3,6 %                |                | |
| Volksrepublik China           | Asien      | 中国人民解放军 Zhōnggúo Rénmín Jiěfàng Jūn (Volksbefreiungsarmee)                                                     | 2.035.000       | 313.658.330.000      | 1,7 %                |                | Nuklearmacht |
| Taiwan                        | Asien      | 中華民國國軍 Zhōnghuá mínguó guójūn                                                                                   | 215.000         | 16.475.010.000       | 2,1 %                |                | Die Republik China ist nur von wenigen Staaten anerkannt. |
| Georgien                      | Asien      | საქართველოს თავდაცვის ძალები sak'art'welos tawdatswis dsalebi                                                         | 55.000          | 615.860.000          | 1,9 %                |                | |
| Indien                        | Asien      | Indian Armed Forces                                                                                                   | 1.455.000       | 86.125.980.000       | 2,3 %                |                | Nuklearmacht |
| Indonesien                    | Asien      | Tentara Nasional Indonesia                                                                                            | 400.000         | 11.042.840.000       | 0,7 %                |                | |
| Iran                          | Asien      | نيروهای مسلح جمهوری اسلامی ایران Nīrūhā-ye Mosallah-e Jomhūri-ye Eslāmi-ye Īrān                                       | 610.000         | 7.891.900.000        | 2,0 %                |                | |
| Irak                          | Asien      | القوات المسلحة العراقية al-quwwāt al-Musallaḥa al-ʿIrāqiyya                                                           | 193.000         | 6.178.550.000        | 2,4 %                |                | 2003 neu; nicht eingerechnet sind die 180.000 Soldaten der Autonomen Region Kurdistan mit eigener Kommandostruktur (Peschmerga)                                    |
| Israel                        | Asien      | צְבָא הַהֲגָנָה לְיִשְׂרָאֵל Zva haHagana leJisraʾel                                                                              | 170.000         | 46.505.300.000       | 8,8 %                |                | Nuklearmacht |
| Japan                         | Asien      | 自衛隊 Jieitai (Selbstverteidigungsstreitkräfte)                                                                      | 247.150         | 55.273.900.000       | 1,4 %                |                | Obwohl Japan laut Verfassung nominell keine Streitkräfte besitzt, stellen seine „Selbstverteidigungskräfte“ faktisch solche dar und werden daher hier aufgelistet. |
| Jemen                         | Asien      | Jemenitische Streitkräfte                                                                                             | 66.700          | 1.000.000.000        | 4,0 %                |                | |
| Jordanien                     | Asien      | القوّات المسلّحة الاردنيّة‎ al-quwwāt al-musallaḥa al-urdunniyya                                                          | 100.500         | 2.560.280.000        | 4,8 %                |                | |
| Kambodscha                    | Asien      | Kangtorp Yuthipol Khemarak Phumin                                                                                     | 221.000         | 720.540.000          | 2,3 %                |                | |
| Kasachstan                    | Asien      | Kasachische Streitkräfte                                                                                              | 110.000         | 1.208.970.000        | 0,4 %                | OVKS           | Liegt zum kleinen Teil auch in Europa. |
| Katar                         | Asien      | القوات المسلحة القطرية                                                                                                | 66.550          | 15.412.090.000       | 6,5 %                |                | |
| Kirgisistan                   | Asien      | Kirgisische Streitkräfte                                                                                              | 23.000          | 473.050.000          | 3,0 %                | OVKS           | |
| Kuwait                        | Asien      | القوات المسلحة الكويتية al-quwwāt al-Musallaḥa al-Kuwaitiyah                                                          | 72.000          | 7.792.930.000        | 4,8 %                |                | |
| Laos                          | Asien      | ກອງທັບປະຊາຊົນລາວ Laotische Streitkräfte                                                                                 | 30.000          | 18.000.000           | 0,2 %                |                | |
| Libanon                       | Asien      | القوات المسلحة اللبنانية al-quwwāt al-Musallaḥa al-Lubnānīya                                                          | 58.000          | 635.470.000          | 2,6 %                |                | |
| Malaysia                      | Asien      | Angkatan Tentera Malaysia                                                                                             | 113.000         | 4.312.860.000        | 1,0 %                |                | |
| Mongolei                      | Asien      | Монгол улсын зэвсэгт хүчин Mongol ulsyn zevsegt hüchin                                                                | 35.000          | 180.840.000          | 0,7 %                |                | |
| Myanmar                       | Asien      | တပ်မတော် Tatmadaw | 150.000         | 5.011.270.000        | 6,8 %                |                | |
| Nepal                         | Asien      | नेपाली सेना | 95.000          | 426.520.000          | 1,0 %                |                | |
| Nordkorea                     | Asien      | 조선인민군 Joseon inmingun (Koreanische Volksarmee)                                                                   | 1.320.000       | 5.000.000.000        | 25 %                 |                | Nuklearmacht |
| Oman                          | Asien      | القوات المسلحة لسلطان عمان al-Quwāt ul-Musallaḥatu lis-Sulṭān ‘Umān                                                   | 42.600          | 5.988.300.000        | 5,6 %                |                | |
| Osttimor                      | Asien      | Forças de Defesa de Timor Leste / Forcas Defensa Timor Lorosae                                                        | 2.000           | 46.400.000           | 2,7 %                |                | |
| Pakistan                      | Asien      | پاک عسکری Paki Askeri                                                                                                 | 654.000         | 10.165.950.000       | 2,7 %                |                | Nuklearmacht |
| Philippinen                   | Asien      | Sandatahang Lakas ng Pilipinas                                                                                        | 150.000         | 6.117.540.000        | 1,3 %                |                | |
| Saudi-Arabien                 | Asien      | القوات المسلحة الملكية السعودية al-quwwāt al-musallaḥa al-malakiyya as-saʿūdiyya                                      | 257.000         | 80.330.670.000       | 7,3 %                |                | |
| Singapur                      | Asien      | Singapore Armed Forces                                                                                                | 51.000          | 15.061.030.000       | 2,8 %                |                | |
| Sri Lanka                     | Asien      | Streitkräfte Sri Lankas                                                                                               | 346.000         | 1.333.310.000        | 1,4 %                |                | |
| Südkorea                      | Asien      | 대한민국 국군 Daehanminguk Gukgun (Streitkräfte der Republik Korea)                                                   | 600.000         | 47.571.320.000       | 2,6 %                |                | |
| Südossetien                   | Asien      | Streitkräfte Südossetiens                                                                                             | 2.500           |                      |                      |                | Südossetien ist international nur von wenigen Staaten anerkannt |
| Syrien                        | Asien      | القوات المسلحة العربية السورية al-quwāt al-musallaḥat al-ʿarabīyat al-sūrīya                                          | 170.000         | 2.494.890.000        | 4,1 %                |                | |
| Tadschikistan                 | Asien      | Қувваҳои Мусаллаҳи Ҷумҳурии Тоҷикистон Quvvahoi Musallahi Çumhurii Toçikiston                                         | 9.500           | 246.390.000          | 1,8 %                | OVKS           | |
| Thailand                      | Asien      | กองทัพไทย Kong Thap Thai                                                                                               | 360.850         | 5.522.410.000        | 1,1 %                |                | |
| Türkei                        | Asien      | Türk Silahlı Kuvvetleri                                                                                               | 355.200         | 24.978.740.000       | 1,89 %               | NATO           | nuklearer Teilhaber |
| Turkmenistan                  | Asien      | Türkmenistanyň Ýaragly Güýçleri                                                                                       | 37.000          | 800.000.000          | 3,4 %                |                | |
| Usbekistan                    | Asien      | O'zbekiston Respublikasi Qurolli Kuchlari                                                                             | 48.000          | 1.440.390.000        | 2,9 %                |                | |
| Vereinigte Arabische Emirate  | Asien      | القوات المسلحة لدولة الإمارات العربية المتحدة al-quwwāt al-Musallaḥa li-Dawlat al-ʾImārāt al-ʿArabīyyah al-Muttaḥidah | 65.000          | 23.195.200.000       | 5,7 %                |                | |
| Vietnam                       | Asien      | Quân Đội Nhân Dân Việt Nam                                                                                            | 600.000         | 5.500.000.000        | 2,3 %                |                | |
| Australien                    | Austr./Oz. | Australian Defence Force                                                                                              | 57.350          | 33.819.570.000       | 1,9 %                |                | |
| Fidschi                       | Austr./Oz. | Republic of Fiji Military Forces                                                                                      | 3.500           | 77.640.000           | 1,3 %                |                | |
| Neuseeland                    | Austr./Oz. | New Zealand Defence Force                                                                                             | 8.670           | 2.998.530.000        | 1,2 %                |                | |
| Papua-Neuguinea               | Austr./Oz. | Papua New Guinea Defence Force                                                                                        | 3.000           | 91.010.000           | 0,3 %                |                | |
| Tonga                         | Austr./Oz. | Tonga Defence Services                                                                                                | 500             | 3.500.000            | 1,4 %                |                | Polizeicharakter |
| Albanien                      | Europa     | Forcat e Armatosura të Republikës së Shqipërisë                                                                       | 6.600           | 532.065.842          | 2,0 %                | NATO           | |
| Belarus                       | Europa     | Узброеныя сілы Беларусі Usbrojenyja sily Belarusi                                                                     | 63.000          | 1.491.390.000        | 2,1 %                | OVKS           | |
| Belgien                       | Europa     | Armée belge / Defensie van België                                                                                     | 25.000          | 8.561.520.000        | 1,3 %                | NATO           | nuklearer Teilhaber |
| Bosnien und Herzegowina       | Europa     | Bosnisch-Herzegowinische Streitkräfte                                                                                 | 12.770          | 220.000.000          | 0,7 %                |                | |
| Bulgarien                     | Europa     | Българска армия Balgarska Armija                                                                                      | 37.000          | 4.327.581.448        | 3,25 %               | NATO           | |
| Dänemark                      | Europa     | Det Danske Forsvar | 20.000          | 9.958.900.000        | 2,4 %                | NATO           | |
| Deutschland                   | Europa     | Bundeswehr | 182500          | 97.026.211.670       | 2,12 %               | NATO           | nuklearer Teilhaber |
| Estland                       | Europa     | Eesti Kaitsevägi | 7.700           | 1.441.925.500        | 3,4 %                | NATO           | |
| Finnland                      | Europa     | Puolustusvoimat | 24.000          | 7.258.810.815        | 2,3 %                | NATO           | |
| Frankreich                    | Europa     | Forces armées françaises                                                                                              | 200.000         | 63.837.262.000       | 2,1 %                | NATO           | Nuklearmacht. Zur Zahl der Aktiven kommen noch etwa 100.000 Angehörige der Gendarmerie nationale, sowie Angehörige der Berufsfeuerwehren von Paris und Marseille   |
| Griechenland                  | Europa     | Ελληνικές Ένοπλες Δυνάμεις Hellenische bewaffnete Kräfte                                                              | 142.700         | 8.021.962.000        | 2,8 %                | NATO           | |
| Irland                        | Europa     | Óglaigh na hÉireann                                                                                                   | 7.800           | 1.330.500.000        | 0,2 %                |                | |
| Italien                       | Europa     | Forze Armate Italiane                                                                                                 | 165.500         | 37.964.580.000       | 1,6 %                | NATO           | nuklearer Teilhaber |
| Kosovo                        | Europa     | Sicherheitskräfte des Kosovo                                                                                          | 10.000          | 165.550.000          | 1,5 %                |                | Die Sicherheitskräfte sind eine Vorstufe einer richtigen Armee. Der Kosovo wird nicht von jedem Land der Welt anerkannt.                                           |
| Kroatien                      | Europa     | Oružane snage Republike Hrvatske                                                                                      | 14.325          | 1.613.069.070        | 1,65 %               | NATO           | |
| Lettland                      | Europa     | Latvijas Bruņotie spēki                                                                                               | 17.250          | 1.425.690.000        | 3,3 %                | NATO           | |
| Litauen                       | Europa     | Lietuvos kariuomenė                                                                                                   | 23.000          | 2.627.470.000        | 3,1 %                | NATO           | |
| Luxemburg                     | Europa     | Lëtzebuerger Arméi | 1.000           | 871.640.000          | 1,0 %                | NATO           | |
| Malta                         | Europa     | Armed Forces of Malta                                                                                                 | 1.600           | 109.250.000          | 0,5 %                |                | [ 19 ] |
| Moldau                        | Europa     | Forțele Armate ale Republicii Moldova                                                                                 | 9.500           | 110.730.000          | 0,6 %                |                | [ 19 ] |
| Montenegro                    | Europa     | Vojska Crne Gore | 2.350           | 150.030.000          | 1,8 %                | NATO           | |
| Niederlande                   | Europa     | Nederlandse krijgsmacht                                                                                               | 41.380          | 23.179.210.000       | 2,05 %               | NATO           | nuklearer Teilhaber |
| Nordmazedonien                | Europa     | Армија на Република Северна Македонија Armija na Republika Severna Makedonija                                         | 9.000           | 353.680.000          | 2,1 %                | NATO           | |
| Norwegen                      | Europa     | Norges forsvar | 23.250          | 10.435.320.000       | 2,1 %                | NATO           | |
| Österreich                    | Europa     | Bundesheer | 16.000          | 5.258.694.000        | 1,0 %                |                | Milizsystem (25.000 Milizsoldaten) |
| Polen                         | Europa     | Siły Zbrojne Rzeczypospolitej Polskiej                                                                                | 202.100         | 38.000.730.000       | 4,2 %                | NATO           | |
| Portugal                      | Europa     | Forças Armadas Portuguesas                                                                                            | 24.000          | 4.641.620.000        | 1,5 %                | NATO           | |
| Rumänien                      | Europa     | Armata Română | 81.300          | 8.715.730.000        | 2,3 %                | NATO           | |
| Russland                      | Europa     | Вооружённые силы России Woorushjonnye sily Rossii                                                                     | 1.320.000       | 148.967.280.000      | 7,1 %                | OVKS           | Nuklearmacht |
| Schweden                      | Europa     | Försvarsmakten | 24.400          | 12.040.290.000       | 2,0 %                | NATO           | |
| Schweiz                       | Europa     | Schweizer Armee / Armée suisse / Esercito svizzero / Armada svizra                                                    | 101.584         | 6.722.300.000        | 0,7 %                |                | Milizsystem |
| Serbien                       | Europa     | Војска Србије / Vojska Srbije                                                                                         | 25.000          | 2.322.830.000        | 2,6 %                |                | [ 28 ] |
| Slowakei                      | Europa     | Ozbrojené sily Slovenskej republiky                                                                                   | 19.500          | 2.849.220.000        | 2,0 %                | NATO           | |
| Slowenien                     | Europa     | Slovenska vojska | 7.300           | 951.900.000          | 1,3 %                | NATO           | |
| Spanien                       | Europa     | Fuerzas Armadas Españolas                                                                                             | 133.300         | 24.615.400.000       | 1,4 %                | NATO           | |
| Transnistrien                 | Europa     | Streitkräfte Transnistriens                                                                                           | 6.000           |                      |                      |                | Transnistrien ist international nicht anerkannt. Die Soldatenzahl ist ein Mittelwert von Schätzungen.                                                              |
| Tschechien                    | Europa     | Armáda České republiky                                                                                                | 28.000          | 6.524.950.000        | 1,9 %                | NATO           | |
| Türkische Republik Nordzypern | Europa     | KKTC Güvenlik Kuvvetleri Komutanlığı                                                                                  | 31.000          |                      |                      |                | Nur von der Türkei anerkannt. |
| Ukraine                       | Europa     | Збройні сили України Sbrojni syly Ukrajiny                                                                            | 900.000         | 64.704.990.000       | 34,5 %               |                | |
| Ungarn                        | Europa     | Magyar Honvédség | 41.600          | 4.734.700.000        | 2,2 %                | NATO           | |
| Vereinigtes Königreich        | Europa     | British Armed Forces                                                                                                  | 184.860         | 81.711.676.800       | 2,33 %               | NATO           | Nuklearmacht |
| Zypern                        | Europa     | Εθνική Φρουρά/Kıbrıs Ulusal Muhafızları                                                                               | 14.500          | 598.190.000          | 1,6 %                |                | Liegt geographisch in Asien, zählt kulturell und politisch zu Europa.                                                                                              |